# 南鷹見町
南鷹見町（みなみたかみまち）は福岡県北九州市八幡西区の町。住居表示実施済み。郵便番号は807-0833。

## 地理
八幡西区の北部西側に位置し、北に北鷹見町、東に東折尾町、南に則松、南西に東筑、西に堀川町と接する。

### 河川
- 一級河川 新々堀川

## 地域の特徴
町域の西縁を新々堀川が北流し、北端にはJR九州折尾駅がある。起伏のある地形の住宅地で、北九州市八幡西生涯学習総合センター折尾分館、鷹見神社がある。また、かつてこの地を走っていた西鉄北九州線跡の煉瓦アーチ橋の一部が残されている。

## 歴史
かつてこの辺りには大字折尾の字、四反田，末里，瀬道田，寺ノ前があり、住居表示実施前は折尾高見町1丁目と通称されていた。2000年までは筑豊本線短絡路と交差する形で西鉄北九州線が通っており、高架駅の折尾停留所が1985年12月に開業したオリオンプラザ第2ビルに併設されていた。西鉄北九州線の廃線後、ビルも2010年9月ごろに解体された。筑豊本線短絡路も2022年3月の高架工事完了に伴って漸次撤去された。

### 地名の由来
町内の鷹見神社に由来する。

### 沿革
- 1974年（昭和49年）4月1日 - 南鷹見町新設[4]。

### 町名の変遷
| 実施内容          | 実施年月日               | 実施後       | 実施前         |
| ----------------- | ------------------------ | ------------ | -------------- |
| 町名新設 住居表示 | 1974年（昭和49年）4月1日 | 南鷹見町新設 | 大字折尾の一部 |

## 世帯数と人口
2025年（令和7年）3月31日現在（北九州市発表）の世帯数と人口は以下の通りである。
| 町       | 世帯数  | 人口  |
| -------- | ------- | ----- |
| 南鷹見町 | 369世帯 | 801人 |

### 人口の変遷
国勢調査による人口の推移。
| 1995年（平成7年）  | 667人 | [ 6 ]  |  |
| 2000年（平成12年） | 940人 | [ 7 ]  |  |
| 2005年（平成17年） | 964人 | [ 8 ]  |  |
| 2010年（平成22年） | 851人 | [ 9 ]  |  |
| 2015年（平成27年） | 773人 | [ 10 ] |  |
| 2020年（令和2年）  | 683人 | [ 11 ] |  |

### 世帯数の変遷
国勢調査による世帯数の推移。
| 1995年（平成7年）  | 290世帯 | [ 6 ]  |  |
| 2000年（平成12年） | 385世帯 | [ 7 ]  |  |
| 2005年（平成17年） | 407世帯 | [ 8 ]  |  |
| 2010年（平成22年） | 357世帯 | [ 9 ]  |  |
| 2015年（平成27年） | 328世帯 | [ 10 ] |  |
| 2020年（令和2年）  | 313世帯 | [ 11 ] |  |

## 学区
市立小・中学校に通う場合、学区は以下の通りとなる。
| 町       | 街区 | 小学校               | 中学校               |
| -------- | ---- | -------------------- | -------------------- |
| 南鷹見町 | 全域 | 北九州市立則松小学校 | 北九州市立則松中学校 |

## 交通

### 鉄道
- JR九州折尾駅

## 施設

### 公共施設
- 北九州市八幡西生涯学習総合センター折尾分館

### 寺社
- 鷹見神社

### 公園
- 南鷹見公園